# زايد سعيد
زايد سعيد (1 أكتوبر 1983) لاعب كرة قدم بحريني يلعب حاليا لصالح نادي الدرجة الأولى البسيتين البحريني في مركز قلب الدفاع من 2010.

## الإنجازات
- الدرجة الأولى (1): 2013
- كأس الاتحاد البحريني (1): 2003